# 윌리엄스뛰는쥐
윌리엄스뛰는쥐 또는 윌리엄스저보아(Allactaga williamsi)는 뛰는쥐과에 속하는 설치류의 일종이다. 아프가니스탄과 아르메니아, 아제르바이잔, 이란 그리고 터키의 토착종이다.